# Мусудан-ри
Мусудан-ри (хангъл:무수단리) е наименованието на ракетна площадка в североизточната част на Северна Корея, провинция Северен Хамгьон, близо до Източнокорейския залив. Географските ѝ координати са 40°51′ С.Ш. и 129°40′ И.Д. Преди районът е бил известен с наименованието Теподон (хангъл:대포동), откъдето идва наименованието на ракетите „Тепходон“.
Площадката служи за тестови изстрелвания на балистичните ракети Хвасон, Родон и Тепходон. През 1998 година оттам е изстрелян и първият севернокорейски космически спътник - Кванмьонсон-1, който попада в погрешна орбита и изгаря в атмосферата.
Освен площадка за изстрелване съществува и бункер, където се сглобяват и зареждат ракетите, наблюдателна сграда, контролен център и малка площадка за изпробване на двигатели.